# La Transfiguration (Giovanni Bellini, Naples)
Pour les articles homonymes, voir Transfiguration.
La Transfiguration du Christ est une peinture à l'huile sur panneau réalisée vers 1478-1479 par le peintre italien de la Renaissance vénitienne Giovanni Bellini. Œuvre maîtresse du corpus de l'artiste, elle est conservée au musée de Capodimonte à Naples. Elle est signée IOANNES BELLI/NUS ME PINXIT sur un cartellino accroché sur la clôture au premier plan.

## Histoire
Le panneau a été identifié comme le retable commandé par Alberto Fioccardo pour la chapelle familiale de la cathédrale de Vicence, dont il était l'archiprêtre. La chapelle a été transformée en 1613 pour accueillir les reliques des saints patrons de la ville.
Il est mentionné dans les inventaires romains de la famille Farnèse dès 1644. Il est d'abord transféré de Rome à Parme, puis à Naples en 1734, au moment de l'accession au trône de Charles de Bourbon.
L'écriture hébraïque sur les cartouches tenues par les prophètes par Moïse et Élie permet de remonter à la date de 1478-1479, du fait de la présence du chiffre 5239, qui dans le calendrier romain correspond à la période comprise entre septembre-octobre 1478 et septembre-octobre 1479, confirmant les analyses stylistiques.

## Sujet
La toile représente l'épisode rapporté dans les Évangiles dans lequel le Christ révèle sa nature divine sur le mont Thabor aux trois disciples, Pierre, Jacques et Jean, représentés comme frappés par la vision. Les prophètes Élie et Moïse se sont matérialisés aux côtés du Christ, symbole de l'accomplissement des prophéties de l'Ancien Testament, selon une iconographie issue des Évangiles synoptiques.

## Description et style

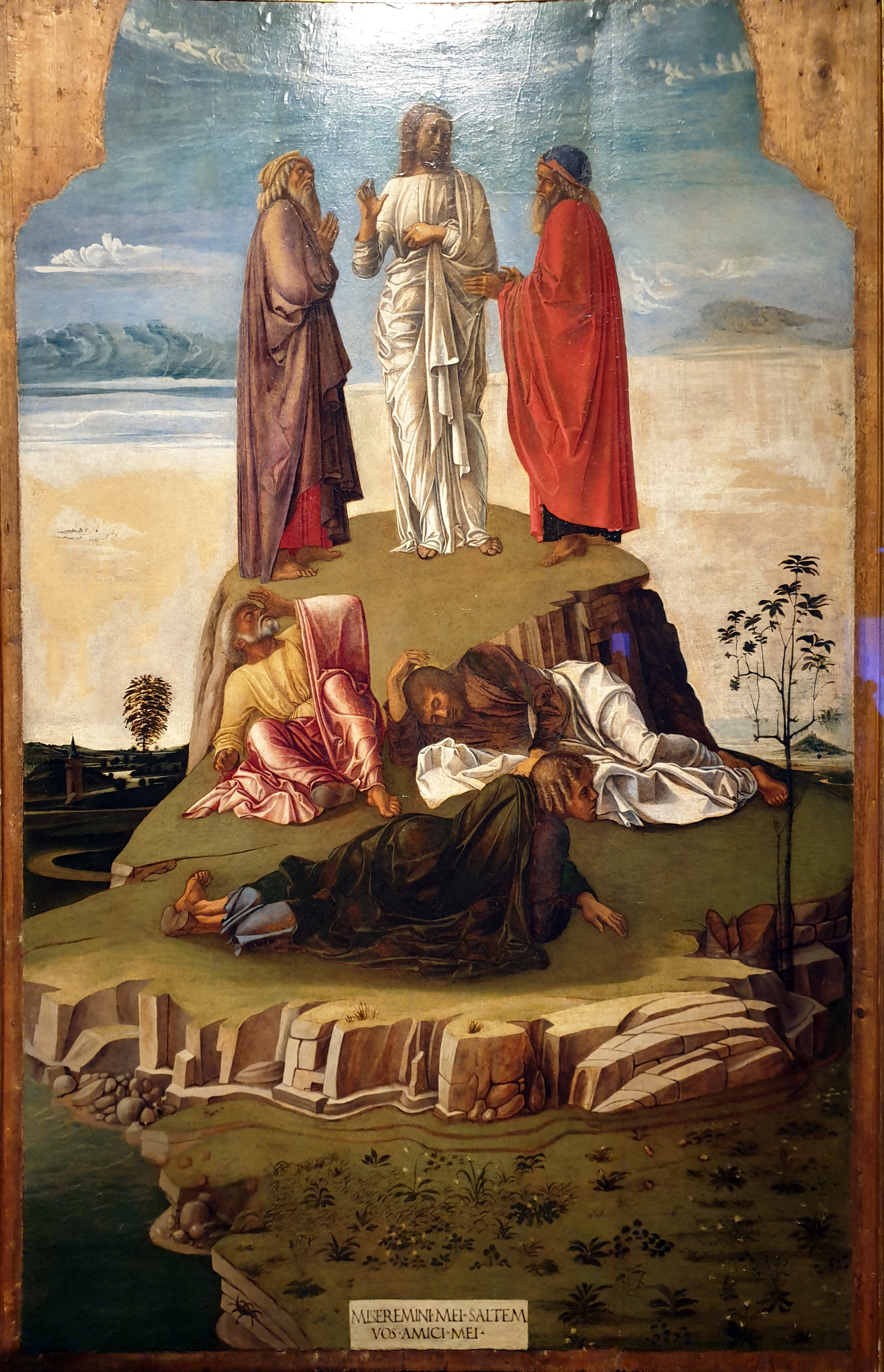
La Transfiguration, 1455, musée Correr, Venise.

L'œuvre revêt une importance capitale pour la nouvelle synthèse entre la perspective et la géométrie à la Piero della Francesca et le naturalisme qui se découvre précisément à Venise dans ces années-là, clairement perceptible dans l'extraordinaire décor.
La composition repose sur une symétrie harmonieuse, avec des figures puissantes, bien mises en valeur par les drapés aux couleurs irisées, presque soyeuses. Elle est inhabituelle, libre et équilibrée, avec des édifices monumentaux qui côtoient des épisodes de la vie rurale et un échantillonnage de variétés botaniques, notamment au premier plan. Des nuages gonflés, d'où la voix divine le proclame Fils de Dieu, sont représentés dans le ciel, en correspondance avec le visage lumineux du Christ. La figure monumentale de ce dernier est représentée dans la pose byzantine de l'homme en prière, drapé de blanc. Il donne à la scène une spiritualité solennelle par la chaude lumière dorée qui l'irradie.
Au fond, deux bâtiments reproduisent le mausolée de Théodoric et le clocher de la basilique Saint-Apollinaire in Classe de Ravenne, tandis qu'à droite, au fond, derrière le grand arbre au premier plan, se trouvent deux figures humaines, dont l'un représente un musulman avec le turban blanc sur la tête ; ils conversent et semblent ignorer l'événement divin qui se déroule. Les prophètes Moïse et Élie tiennent des cartouches avec des écrits en hébreu. Les feuilles de l'arbre de droite et les visages de Pierre et Jacques sont le résultat d'une restauration ancienne.
La scène se déroule dans un vaste paysage vénitien, avec des collines et des montagnes qui se perdent dans l'horizon lointain et de nombreuses traces d'une présence humaine sereine, comme la ville à droite, le château et le berger avec des vaches au pâturage à gauche. La fusion entre figures et paysage, grâce à la construction utilisant la couleur et la lumière qui cache la ligne de contour, atteint ici une très haute intensité poétique. En effet, la lumière chaude et intense semble faire participer chaque détail, avec sa beauté rayonnante, à l'événement miraculeux. L'épisode sacré est représenté dans une dimension suspendue qui implique directement le spectateur. En revanche, le traitement du précipice abrupt au premier plan est différent, où les rochers rugueux et ébréchés rappellent la leçon d' Andrea Mantegna.
À cette époque, Bellini avait déjà abandonné l'art gothique et dépassé l'influence de son maître Andrea Mantegna. L'œuvre montre ainsi un style moins rigide et plus épanoui que sa précédente Transfiguration (musée Correr, Venise), où l'on perçoit encore le trait vif et anguleux de Mantegna.

## Postérité
Le tableau fait partie du musée imaginaire de l'historien français Paul Veyne, qui le décrit dans son ouvrage justement intitulé Mon musée imaginaire.

## Exposition
Cette peinture est exposée dans le cadre de l'exposition Naples à Paris. Le Louvre invite le musée de Capodimonte au musée du Louvre du 7 juin 2023 au 8 janvier 2024.